# Penguin
Penguin je lehká protilodní střela vyvinutá norskou společností Kongsberg Defence Systems. Je první západní protilodní střelou typu „odpal a zapomeň“. Nástupcem střely je typ Naval Strike Missile. Střela Penguin existuje ve verzích odpalovaných z lodí, letadel a vrtulníků či pozemních baterií. Leteckou verzi provozuje americké námořnictvo pod označením AGM-119 Penguin. Mimo Norsko má střela sedm dalších zahraničních uživatelů, například Švédsko, Řecko, Turecko a USA.
Vývoj první verze střely Penguin Mk 1 zahájila v polovině 60. let společnost Kongsberg Våpenfabrikk. Do služby byla přijata roku 1972 (již je vyřazena). Jednalo se o protiinvazní zbraň, zlepšující obranu země proti SSSR. Byla určena především pro nasazení z malých pobřežních raketových člunů, skrývajících se ve fjordech a z pozemních baterií. Ve fjordech by bylo problematické použití tehdejšího radarového navádění, proto byla střela před odpálením naprogramována podle dat z vypouštěcí platformy a během letu ji navádělo pouze pasivní infračervené čidlo. Dosah střely byl pouhých 20 km. Hmotnost bojové hlavice střely byla 113 kg.
Střela Penguin Mk 2, s dosahem prodlouženým na 30 km, byla do služby zařazena v roce 1980. Letecká varianta střely Penguin Mk 3 (AGM-119A) byla do služby zařazena roku 1987. Je certifikována například pro stíhací letouny F-16, jejichž uživatelem je i Norsko. Střela má delší tělo, menší rozpětí křídel a dosah prodloužený na 40 km. Verzi Penguin Mk 2 Mod 7 provozuje americké námořnictvo jako AGM-119B. Střela má například sklopná křídla, zdokonalené infračervené čidlo a bojovou hlavici.